# Blecktrumman (film)
Blecktrumman (originaltitel: Die Blechtrommel) är en västtysk-fransk film från 1979 i regi av Volker Schlöndorff. Filmen baseras på romanen från 1959 med samma titel av nobelpristagaren Günter Grass. Filmen belönades 1979 med en Oscar för bästa utländska film och med Guldpalmen vid filmfestivalen i Cannes samma år.

## Handling
I centrum står den lille pojken Oskar (David Bennent), som hela tiden har med sig sin trumma. Han växer upp i 1930-talets Danzig, och man får följa utvecklingen genom den lille trumslagarens ögon. Oskar har genom en olyckshändelse stannat upp i växten (vilket gör att han ser ut som en vuxen i ett barns kropp) och han kan dessutom skrika mycket högt, när han tycker det passar, så att glas krossas. Filmen speglar nazismens framväxt och är en stor historieroman om Danzig. Grass/Schlöndorff belyser i filmen också kasjuberna, en slavisk minoritetsbefolkning, som på olika sätt har betydelse för olika personer och händelser i filmens handling.

## Rollista (i urval)
- David Bennent – Oskar Matzerath
- Mario Adorf – Alfred Matzerath
- Angela Winkler – Agnes Matzerath
- Daniel Olbrychski – Jan Bronski
- Katharina Thalbach – Maria Matzerath
- Charles Aznavour – Sigismund Markus
- Tina Engel – Anna Koljaiczek (ung)
  - Berta Drews – Anna Koljaiczek (äldre)
- Roland Teubner – Joseph Koljaiczek
- Tadeusz Kunikowski – Farbror Vinzenz
- Andréa Ferréol – Lina Greff
- Heinz Bennent – Greff
- Ilse Pagé – Gretchen Scheffler
- Werner Rehm – Scheffler
- Käte Jaenicke – Modern Truczinski